# 于尔当
于尔当（法語：Urdens）是法国热尔省的一个市镇，位于该省东北部，属于孔东区，也是热尔洛马涅市镇公共社区的一部分。该市镇总面积7.77平方公里，2009年时的人口为238人。

## 人口
于尔当人口变化图示